# فریندشیپ (ایندیانا)
فریندشیپ (به انگلیسی: Friendship) یک منطقهٔ مسکونی در ایالات متحده آمریکا است که در شهرستان ریپلی، ایندیانا واقع شده‌است. فریندشیپ ۱۹۳ متر بالاتر از سطح دریا واقع شده‌است.